# مایز لیک (کنتاکی)
مایز لیک (به انگلیسی: Mays Lick) یک منطقهٔ مسکونی در ایالات متحده آمریکا است که در شهرستان ماسون، کنتاکی واقع شده‌است. مایز لیک ۲۶۹٫۱۴ متر بالاتر از سطح دریا واقع شده‌است.